# Alexina Louie
Alexina Diane Louie (née le 30 juillet 1949 à Vancouver) est une compositrice, pianiste et enseignante canadienne. Ses œuvres lui ont valu de nombreux récompenses, dont le prix Juno et SOCAN. Elle est officier de l'Ordre du Canada.

## Enfance et éducation
Louie est née à Vancouver, en Colombie-Britannique. Elle obtient son diplôme d'interprétation au Conservatoire royal de musique à l'âge de dix-sept ans. Louie obtient une licence d'histoire de la musique à l'université de la Colombie-Britannique en 1970, complétée d'une maîtrise en composition de l'université de Californie à San Diego en 1974. Elle fut l'élève de Robert Erickson et de Pauline Oliveros.

## Carrière
Louie enseigne le piano, la théorie et la composition électronique en Californie jusqu'à la fin des années 70. En 1980, elle revient s'installer à Toronto et se consacre à la composition.
En 1983, Alexina Louie fonde un orchestre symphonique, l'Esprit Orchestra.
En 1997, Louie reçoit un doctorat honorifique de l’université de Calgary. Cette année-là, elle est compositrice en résidence à la Compagnie d'opéra canadienne.
Louie est nommée membre de la Société royale du Canada en 2006.

## Œuvres
L'une de ses premières compositions, achevée en 1972, est une pièce électronique pour bande à 4 canaux intitulée Molly . L'objet de cette composition, basée sur le dernier chapitre du roman Ulysse de James Joyce, était de composer une musique électronique qui sonne « humain ».
Le répertoire de Louie comprend des compositions pour piano ou pour orchestre, de la musique vocale. Son œuvre s'inspire d'influences asiatiques et occidentales.
Les œuvres pour piano comprennent notamment Scenes from a Jade Terrace, Distant Memories (dédié à Jean Lyons) et I Leap Through The Sky With Stars pour piano solo, Dragon Bells pour piano préparé et une bande (piano préparé préenregistré), et Concerto pour Piano et Orchestre, une commande de la Société Radio-Canada (CBC).
En 1982, elle compose une pièce intitulée O Magnum Mysterium : In Memoriam Glenn Gould. Elle compose la musique d'ouverture, The Ringing Earth pour Expo 86 à Vancouver. Elle est nommée compositeur de l'année par le Conseil canadien de la musique en 1986.
La composition orchestrale, Songs of Paradise (1984), vaut à la compositrice le prix Juno 1989 de la meilleure composition classique ; le concerto Winter Music, pour alto et orchestre de chambre, a été nommé pour un prix Juno en 1988 (aucun prix n'a été remis en 1988).
Les partitions pour orchestre comprennent The Eternal Earth (commandé par le Toronto Symphony ), Music for a Thousand Autumns (commandé par l'Ensemble SMCQ) et Music for Heaven and Earth (commandé par Esprit Orchestra).
Les œuvres de musique de chambre de Louie comprennent The Distant Shore, Edges pour quatuor à cordes, Musique from Night's Edge, Riffs pour hautbois, clarinette et basson, et Gallery Fanfares, Arias et Interludes (commandé par l'Art Gallery d'Ontario en 1993).
Louie et son mari, Alex Pauk, chef d’orchestre de l’Esprit Orchestra, ont collaboré à plusieurs musiques de films, dont Last Night de Don McKellar, et Les Cinq Sens, un film de Jeremy Podeswa.
En 1999, elle remporte le prix Jules-Léger de la nouvelle musique de chambre pour Nightfall, œuvre pour 14 instruments à cordes écrite pour I Musici de Montreal.
En collaboration avec David Henry Hwang, Louie a composé un opéra complet, The Scarlet Princess (1996-2002). La Princesse écarlate, créée en 2002 pour la Compagnie d'opéra canadienne, est une histoire de fantômes érotique inspirée d'une pièce de théâtre kabuki japonaise du XVIIe siècle. Son mini-opéra humoristique de huit minutes intitulé Toothpaste (1995), basé sur un livret de Dan Redican, a été diffusé dans plus d'une douzaine de pays.
Avec Redican, Louie a terminé Burnt Toast, qui se compose de huit mini-opéras comiques pour la télévision, en 2005,.
Songs of Paradise a été enregistré par l’Orchestre symphonique de Thunder Bay et son directeur musical Geoffrey Moull en 2004, avant de paraître dans l’album Variations on a Memory.
La composition Mulroney : The Opera, une satire musicale de la vie de Brian Mulroney, a été éditée en avril 2011. En 2013, sa composition « Bringing the Tiger Down from the Mountain » a été jouée par l’Orchestre du Centre national des Arts lors de leur tournée en Chine.

## Prix et récompenses
- Conseil canadien de la musique, compositrice de l'année 1986
- Prix Juno de la meilleure composition classique, 1989, 2000
- Prix de musique SOCAN 1990, 1992, 2003
- Doctorat honorifique, Université de Calgary, 1996
- Prix Jules-Léger, 1999
- Membre de l'Ordre de l'Ontario, 2001
- Officier de l'Ordre du Canada, 2005
- Prix Molson du Conseil des arts, 2019[14],[15]